# Transit of Venus (álbum de Three Days Grace)
Transit of Venus —en español: «Tránsito de Venus»— es el cuarto álbum de estudio de la banda canadiense de metal alternativo, Three Days Grace. El álbum fue producido por Don Gilmore y grabado en los estudios Revolution en Toronto. Fue lanzado al mercado el 2 de octubre de 2012 a través del sello RCA Records. Este también es el último álbum de la banda en el que participa el vocalista y líder Adam Gontier y regresó al grupo en octubre de 2024.
El 5 de junio de 2012, el mismo día del tránsito visible de Venus a través del sol, la banda anunció el título del álbum y la fecha en que el álbum saldría a la luz. Cinco videos fueron liberados a través de su cuenta de YouTube para promocionar el álbum, que contenían teasers de canciones en el álbum. "Hay cosas que nunca volverán a suceder en tu vida" fue el eslogan creado para el álbum, refiriéndose tanto a Venus cruzando el sol y el estado anímico que la letra y la música tiene.
"Fuimos por un sonido más potente, más articulado en este disco", dijo Neil, el baterista de la banda. "La música que estaba escribiendo era un poco más compleja que en el pasado, y hemos estado experimentando con nuevos instrumentos. Hemos querido presentar estas nuevas ideas de forma concisa, sin pasarse de la parte superior en el ambiente y la producción en general". El 1 de agosto de 2012, la banda anunció en su página de Facebook que han terminado el proceso de grabación del disco "Saliendo cansadísimo de aquí, pero creo...que este disco... está en realidad.... terminado wow ... que gran viaje .... gracias a Don Gilmore". El álbum se puso a disposición en línea stream en 27 de septiembre de 2012.

## Filtración
Pocos días antes de su estreno oficial, el álbum estuvo disponible, en calidad MP3 de 320kbps, para su descarga mediante programas P2P de intercambio de archivos. Por los momentos se desconoce quién propició dicha fuga y no se han dado declaraciones al respecto.

## Sencillos
Chalk Outline es el primer sencillo del álbum y fue lanzado el 14 de agosto de 2012. Loudwire dio a la canción 4/5. "Adam Gontier ataca a la pista con la angustia y la agresión como siempre." Eviqshed.com le dio al single 5/5, alabando el hecho de la banda al tomar un rumbo diferente musicalmente. Un video con letras fue subido a la cuenta oficial de VEVO el 13 de agosto. El 5 de octubre, 5 meses después del anuncio de su nuevo álbum, fue lanzado el video oficial de "Chalk Outline".
The High Road fue lanzado como el segundo sencillo del álbum. Este sencillo ha tenido muy poca promoción y no ha sido lanzado de manera oficial ya que fue estrenado en la misma fecha en que el vocalista Adam Gontier se retiraba de la banda. El 7 de enero fue lanzado un video con letras a la cuenta oficial de VEVO.

## Listado de canciones
(Todas las canciones compuestas por Adam Gontier, excepto donde se indica).
| N.º | Título                                                   | Escritor(es)    | Duración |  |
| 1.  | «Sign of the Times (Signo de los tiempos)»               | Adam Gontier    | 3:11     |  |
| 2.  | «Chalk Outline (Silueta de tiza)»                        | Adam Gontier    | 3:02     |  |
| 3.  | «The High Road (El buen camino)»                         | Adam Gontier    | 3:13     |  |
| 4.  | «Operate (Operar)»                                       | Adam Gontier    | 3:22     |  |
| 5.  | «Anonymous (Anónimo)»                                    | Adam Gontier    | 3:13     |  |
| 6.  | «Misery Loves My Company (La miseria ama mi compañía)»   | Adam Gontier    | 2:42     |  |
| 7.  | «Give In to Me (Cede ante mi)(cover de Michael Jackson)» | Michael Jackson | 3:19     |  |
| 8.  | «Happiness (Felicidad)»                                  | Adam Gontier    | 2:53     |  |
| 9.  | «Give Me a Reason (Dame una razón)»                      | Adam Gontier    | 4:03     |  |
| 10. | «Time That Remains (El tiempo que queda)»                | Adam Gontier    | 3:12     |  |
| 11. | «Expectations (Expectativas)»                            | Adam Gontier    | 2:43     |  |
| 12. | «Broken Glass (Cristal roto)»                            | Adam Gontier    | 3:21     |  |
| 13. | «Unbreakable Heart (Corazón inquebrantable)»             | Adam Gontier    | 3:26     |  |

## Créditos
Three Days Grace
- Adam Gontier - Voz, Composición
- Barry Stock - Guitarra líder
- Brad Walst - Bajo, Coros
- Neil Sanderson - Batería, Coros, Programación

Músicos adicionales
- Michael Jackson - Composición
- Rob Hawkins - Composición
- Jaren Johnson - Composición
- Matt Walst - Composición

Producción
- Three Days Grace - Producción
- Don Gilmore - Producción

## Certificaciones
| País   | Organismo certificador | Certificación | Ventas certificadas | Ref.  |
| ------ | ---------------------- | ------------- | ------------------- | ----- |
| Canadá | Music Canada           | Oro           | 40 000              | [ 9 ] |